# Zhengzhou
Zhengzhou (kineski: 郑州市, pinyin: Zhèngzhōu; što znači „Naselje Zhenga”) je najveći i glavni grad pokrajine Henan u Kini. Nalazi se u središtu Središnje kineske nizine, na lijevoj obali rijeke Huang Ho i služi kao političko, gospodarsko, obrazovno i tehnološko središte pokrajine, ali i prometno (autoput, željeznica, zrakoplovi, komunikacije) čvorište Kine.
Nekad je bio je poznat kao Aodu (隞都) i Guanzhou i bio je stara kineska prijestolnica pet puta u tisuću godina. Zhengzhou je jedan od osam gradova koji se smatraju velikim drevnim kineskim prijestolnicama, tj. kolijevkama kineske civilizacije; te se drži za rodno mjesto mitskog prvog kineskog cara, Žutog Cara. 
U širem području grada nalaze se brojne povijesne i kulturne znamenitosti, uključujući i dvije svjetske baštine: Stari grad Dengfeng (uključujući Šaolinski hram i njegovu šumu pagoda) i geopark Songshan.
Zhengzhou je najveće gradilište pokrajine Henan i šire gradsko područje se ubraja u 13 nadolazećih mega-gradova, prema izvješću EIU-a iz 2012., a kineska vlada ga je proglasila za jedan od osam Nacionalnih središnjih gradova. Prema procjeni iz 2009. u gradu je živjelo 2.010.992 stanovnika, a popis iz 2018. ima oko 5.810.000 stanovnika.

## Povijest
Dinastija Shang je prije 3.570 godina na mjestu današnjeg Zhengzhoua osnovala grad poznat kao Aodu (隞都) ili Bodu (亳都), od kojega je sačuvan arheološki lokalitet okružen unutarnjim gradskim zidinama dugima 6.960 m. Izvan ovog područja pronađeni su ostaci velikih javnih građevina i kompleks manjih naselja iz neolitika. Dinastija Shang je premjestila svoj glavni grad u 13. stoljeću pr. Kr., ali je je grad ostao utjecajan. Tu su pronađene grobnice dinastije Chou iz oko 1050. pr. Kr.
Pretpostavlja se da je u to vrijeme (1111. – 771. pr. Kr.) ovim područjem vladala obitelj Guan, te je od 6. stoljeća pr. Kr. grad poznat kao Guancheng („Grad Guana”).
Grad, preimenovan u Guanzhou, je postao sjedište prefekture dinastije Sui 587. god., a od 605. god. poznat je kao Zhengzhou. 
Tijekom prvih nekoliko stoljeća nakon što je dinastija Han uvela budizam u Kinu, mnogi budistički hramovi su osnovani oko brda Songshan, uključujući Songyue, Shaolin i Huishan, a Chan sekta se proširila iz Shaolinskog hrama. Ovo područje je također odigralo i važnu ulogu u razvoju taoizma. Za dinastije Tang (618. – 907.) i Song (960. – 1279.) ovdje je izgrađena velika luka Novog Bian kanala koji je spajao Huang Ho sa sjeverozapadom Kine, ali je prijestolnica premještena u obližnji Kaifeng i Zhengzhou gubi primat. 
God. 1903. željeznica iz Pekinga dolazi do Zhengzhoua, a od 1909. je povezan s Kaifengom i Luoyangom, te kasnije prema zapadu do Xi'ana (Chang'an) i Shaanxija. Od tada Zhengzhou postaje prometnim čvorištem i središtem trgovine pamuka, žita, kikirikija i drugih poljoprivrednih proizvoda. God. 1923. započeo je Erqi štrajk radnika (二七大罢工) koji se proširio duž željeznice dok nije krvavo ugušen. Od 1971. god. u središtu grada stoji toranj od 14 katova i 63 m visine u spomen štrajka, tzv. Erqi spomen toranj.
U gradu su izgrađene tvornice lokomotiva i vagona, te traktora i pogon za termalno grijanje. Industrijski razvoj je doveo do velikog porasta ima stanovnika koji su se uglavnom doseljavali sa sjevera zemlje. Sustav za navodnjavanje s pumpama je izgrađen 1972. god.
- Šaolinski hram, Dengfeng
- Šuma pagoda u šaolinskom hramu
- Songyue pagoda iz 523. god.
- Grobnice dinastije Sung, 11. st.
- Muzej Henana
- Autoput Longhai
- Erqi spomen toranj
- Novo trgovačko središte (CBD)
- Sveučilište Zhengzhoua
- Terminal 2 Međunarodne zračne luke Zhengzhou Xinzheng

## Uprava
Zhengzhou je podijeljen na 6 gradskih četvrti (distrikti), 5 gradova na županijskoj razini i 1 samostalni okrug. Ove podjele vjerojatno će doživjeti značajne promjene u bliskoj budućnosti zbog sve brže urbane ekspanzije i urbanističkog planiranja.
| Zemljovid                                                                                                | Zemljovid  | Zemljovid          | Zemljovid          | Zemljovid      | Zemljovid |
| --- | ---------- | ------------------ | ------------------ | -------------- | --------- |
| Jinshui District Erqi Huiji Guancheng Zhongyuan Shangjie Xingyang Xinzheng Dengfeng Xinmi Gongyi Zhongmu |            |                    |                    |                |           |
| Naziv | Kineski    | Hanyu Pinyin       | Populacija (2010.) | Površina (km2) |           |
| Gradski distrikti                                                                                        |            |                    |                    |                |           |
| Jinshui                                                                                                  | 金水区     | Jīnshuǐ Qū         | 1.588.611          | 242            |           |
| Erqi | 二七区     | Èrqī Qū            | 712.597            | 159            |           |
| Huiji | 惠济区     | Hùijì Qū           | 269.561            | 206            |           |
| Guancheng Hui                                                                                            | 管城回族区 | Guǎnchéng Huízú Qū | 645.888            | 204            |           |
| Zhongyuan                                                                                                | 中原区     | zhōngyuán Qū       | 905.430            | 195            |           |
| Predgrađa                                                                                                |            |                    |                    |                |           |
| Shangjie District                                                                                        | 上街区     | Shàngjiē Qū        | 131.540            | 64,7           |           |
| Satelitski gradovi                                                                                       |            |                    |                    |                |           |
| Xingyang                                                                                                 | 荥阳市     | xíngyáng Shì       | 613.761            | 908            |           |
| Xinzheng                                                                                                 | 新郑市     | Xīnzhèng Shì       | 758.079            | 873            |           |
| Dengfeng                                                                                                 | 登封市     | Dēngfēng Shì       | 668.592            | 1220           |           |
| Xinmi | 新密市     | Xīnmí Shì          | 797.200            | 1001           |           |
| Gongyi                                                                                                   | 巩义市     | Gǒngyì Shì         | 807.857            | 1.041          |           |
| Sela |            |                    |                    |                |           |
| Zhongmu County                                                                                           | 中牟县     | Zhōngmù Xiàn       | 727.389            | 1.393          |           |

## Gradovi prijatelji
- Cluj-Napoca  Rumunjska
- Jinju  Južna Koreja
- Joinville  Brazil
- Mariental  Namibija
- Richmond, Virginia  SAD
- Saitama  Japan
- Samara  Rusija
- Schwerin  Njemačka
- Šumen Bugarska

## Vanjske poveznice
|  | Zajednički poslužitelj ima još gradiva o temi Zhengzhou |

- Službena stranica grada (engl.)